# Bề mặt (toán học)

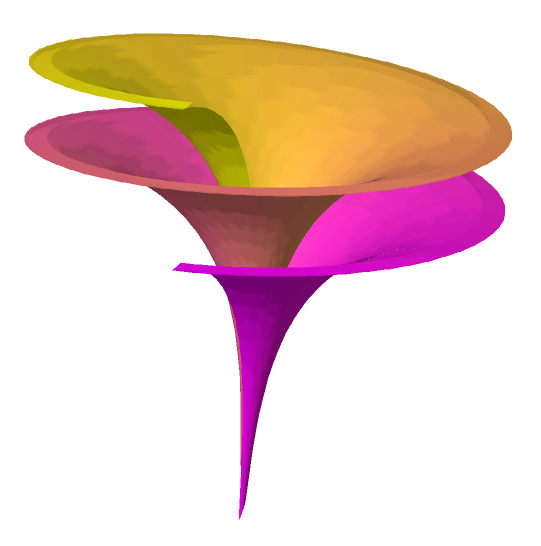
Mô tả mặt Dini

Trong toán học, người ta khái quát rằng một mặt phẳng mà không cần phải "phẳng", tức độ cong không nhất thiết phải bằng 0, là một bề mặt. Điều này giống như coi một đường thẳng là một đường cong.
Có một vài định nghĩa chính xác hơn, tùy thuộc vào ngữ cảnh và công cụ toán học được dùng cho các vấn đề nhất định.

## Ví dụ
- Các biểu đồ của một hàm liên tục chứa hai biến và xác định trên một tập mở liên thông R2 là một bề mặt tô pô . Nếu hàm có thể vi phân, biểu đồ là một mặt vi phân.
- Một mặt phẳng vừa là một bề mặt đại số và mặt vi phân. Nó cũng là một mặt kẻ và một mặt tròn xoay.
- Một hình trụ tròn (tức là quỹ tích đường thẳng đi qua hình tròn và song song với phương cho sẵn) là một mặt đại số và một mặt vi phân.
- Một hình nón tròn (quỹ tích của đường đi qua hình tròn và qua một điểm cố định, tức đỉnh, ở bên ngoài mặt phẳng chứa đường tròn) là một mặt đại số nhưng không phải mặt vi phân. Nếu ta bỏ đi đỉnh, phần còn lại của nón là sự hợp nhất của hai bề mặt vi phân.
- Bề mặt của một đa diện là một mặt tô pô, nhưng không phải mặt đại số hay mặt vi phân.